# هیئت منصفه

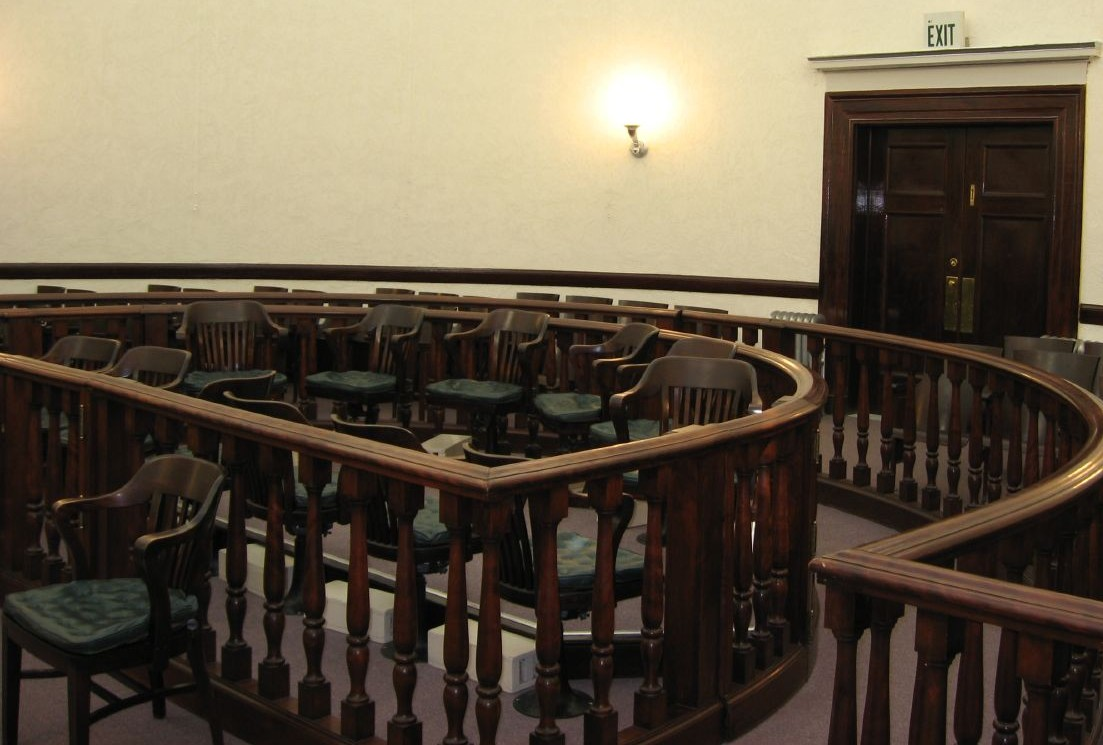
جایگاه خالی هیئت منصفه در یک دادگاه در شهرستان پرشینگ، نوادا، آمریکا

هیئت مُنصِفِه یا جوری (انگلیسی: Jury) یا ژوری (تلفظ فرانسوی) گروهی سوگندخورده از افراد (منصفه) است که برای شنیدن شواهد، یافتن حقایق، و صدور رأی بی‌طرفانه گرد هم می‌آیند؛ رأیی که به‌طور رسمی از سوی دادگاه به آن‌ها سپرده شده‌است، یا برای تعیین مجازات یا حکم صادر می‌شود. بیشتر هیئت‌های منصفهٔ دادگاهی، هیئت منصفهٔ جزئی هستند و از حداکثر ۱۵ نفر تشکیل می‌شوند. نوع بزرگ‌تری از هیئت منصفه با عنوان هئیت منصفه عالی برای تحقیق درباره جرائم احتمالی و صدور کیفرخواست علیه مظنونان به کار می‌رود و معمولاً بین ۱۶ تا ۲۳ عضو دارد.
سامانهٔ هیئت منصفه در انگلستان در دوران قرون وسطی شکل گرفت و یکی از ویژگی‌های برجستهٔ حقوق کامن‌لای انگلیسی است. هیئت‌های منصفه به‌طور معمول در کشورهایی به‌کار می‌روند که نظام حقوقی آن‌ها ریشه در امپراتوری بریتانیا دارد، مانند بریتانیا، ایالات متحده، کانادا، استرالیا، و ایرلند. اما در بسیاری از کشورهای دیگر که دارای نظام حقوقی مبتنی بر حقوق مدنی اروپایی یا احکام اسلام هستند، از هیئت منصفه استفاده نمی‌شود، هرچند استفاده از آن در حال گسترش است. در این کشورها معمولاً تعیین گناه‌کار بودن به عهدهٔ یک فرد واحد، معمولاً یک قاضی حرفه‌ای است. نظام‌های حقوق مدنی که از هیئت منصفه استفاده نمی‌کنند، ممکن است از قاضی مردمی استفاده کنند.
واژهٔ هیئت منصفه همچنین به گروه‌هایی که به‌طور تصادفی انتخاب می‌شوند برای اهداف دیگر، مانند هیئت‌های سیاست‌گذاری نیز اطلاق شده‌است.